# Thyone micropunctata
Thyone micropunctata är en sjögurkeart som beskrevs av Sluiter 1910. Thyone micropunctata ingår i släktet Thyone och familjen korvsjögurkor. Inga underarter finns listade i Catalogue of Life.